# Vilken vanvettig värld
Vilken vanvettig värld (i original What Mad Universe) är en roman av Fredric Brown, utgiven 1949. Boken anses vara en klassiker inom science fiction-genren genom dess introduktion och användande av parallella världar-temat.

## Översättning till svenska
- Den svenska översättningen Vilken vanvettig värld kom 1959.